# Edward, Conte de Wessex
Prințul Edward, Duce de Edinburgh (Edward Antony Richard Louis; n. 10 martie 1964) este al patrulea copil al reginei Elisabeta a II-a și al Prințului Filip, Duce de Edinburgh. În momentul nașterii sale era al treilea în linia de succesiune la tronul britanic, în prezent aflându-se pe locul unsprezece în linia de succesiune la tronul a șaisprezece țări:  Regatul Unit, Canada, Australia, Noua Zeelandă, Jamaica, Barbados, Bahamas, Grenada, Papua Noua Guinee, Insulele Solomon, Tuvalu, Sfânta Lucia, Sfântul Vicențiu și Grenadine, Belize, Antigua și Barbuda și Sfântul Cristofor și Nevis.

## Tinerețe și educație
Prințul Edward s-a născut la 10 martie 1964, la Palatul Buckingham din Londra, al treilea fiu, iar al patrulea și cel mai mic copil al reginei Elisabeta a II-a și al lui Prince Philip, ducele de Edinburgh. El a fost botezat la 2 mai 1964 în capela privată de la Castelul Windsor  de către decanul din Windsor, Robin Woods.

## Post-universitar

### Royal Marines
În anul 1986, când a părăsit universitatea, prințul Edward s-a alăturat Royal Marines, la care a plătit 12 000 de lire sterline pentru studiile sale la Universitatea Cambridge, cu condiția de a beneficia de servicii viitoare.
În ianuarie 1987, Printul Edward a renunțat la cursul de comandă de război, după ce a terminat doar o treime din antrenamentul de 12 luni. Mass-media a raportat în acel moment că această mișcare a determinat un berating de la prințul Philip care "ia redus fiul la lacrimi prelungite" . Mai târziu, alții au susținut că Philip a fost de fapt cel mai simpatic membru al familiei și că a înțeles decizia fiului său. 

### Teatru și televiziune
După ce a părăsit marinarii, Edward a optat pentru o carieră în divertisment. El a comandat Cricketul muzical din 1986 de la Andrew Lloyd Webber și Tim Rice, pentru sărbătorirea celei de-a 60-a aniversări a mamei sale, care a dus la o ofertă de muncă la Compania Teatrală Really Useful, unde a lucrat ca asistent de producție pe muzicale precum The Phantom of the Opera, Starlight Express și Pisici. Datoriile sale presupuneau ca făcând ceai pentru personalul artistic.  Acolo s-a întâlnit cu actrița Ruthie Henshall, pe care a curtat-o timp de câțiva ani.

### Ardent Productions
În 1993, Edward a format compania de producție de televiziune Ardent Productions.  Ardent a fost implicat în producerea unui număr de documentare și drame , dar Edward a fost acuzat în mass-media că folosește conexiunile sale regale pentru câștiguri financiare , iar compania a fost menționată de unii insideri ai industriei drept "un trist glumă "din cauza unei percepții lipsite de profesionalism în operațiunile sale. Andy Beckett, scriind în The Guardian, a optat că "urmărirea câtorva zeci de ore de difuzare a lui Ardent este de a intra într-un regat ciudat în care fiecare bărbat din Marea Britanie poartă totuși o cravată. Pauzele comerciale sunt umplute cu anunțuri de recrutare a armatei ". 